# Twisted Transistor
Twisted Transistor (englisch etwa für „verdrillter Transistor“) ist ein Lied der US-amerikanischen Metal-Band Korn. Der Song ist die erste Singleauskopplung ihres siebten Studioalbums See You on the Other Side und wurde am 27. September 2005 veröffentlicht.

## Inhalt
Twisted Transistor beginnt mit 80 Sekunden Instrumental, bevor der Gesang einsetzt. Der Song handelt davon, wie die Musik jemandem Kraft geben kann, der ein einsames Leben führt und sich von niemandem verstanden fühlt. Die Musik bringe dagegen Verständnis auf und gebe Mut, um nicht aufzugeben und weiterzuleben.

“A lonely life, where no one understands you

But don’t give up, because the music do

[…]

Because the music do and then it’s reaching

Inside you, forever preaching

Fuck you, too

Your scream’s a whisper

Hang on, you twisted transistor”

## Produktion
Der Song wurde von Sänger Jonathan Davis, zusammen mit dem Musikproduzenten-Team The Matrix, produziert. Als Autoren fungierten The Matrix und Korn.

## Musikvideo
Bei dem zu Twisted Transistor gedrehten Musikvideo führte der US-amerikanische Regisseur Dave Meyers Regie. Es hat eine Laufzeit von über sieben Minuten.
Das Video ist im Stil einer Mockumentary gehalten, wobei die Bandmitglieder von den Rappern Lil Jon (als Jonathan Davis), Xzibit (als Reginald Arvizu), Snoop Dogg (als James Shaffer) und David Banner (als David Silveria) gespielt werden. Diese treten gemeinsam in einem Club auf und spielen das Lied. Zwischendurch sind Interviewszenen mit ihnen zu sehen, wobei sie über die Band und ihre Musik sprechen. Auch werden sie bei einer Autogrammstunde, Fotoshootings und Studioaufnahmen sowie mit Groupies im Tourbus gezeigt. Schließlich werden sie handgreiflich gegenüber Reportern und verwüsten ein Hotel, bevor ein fiktiver Videodreh stattfindet. Am Ende tauchen die echten Korn-Mitglieder als Vertreter des Labels „Fony Music“ auf und beschweren sich bei der Band, dass im Video Bling-Bling und Frauen fehlten.

## Single

### Covergestaltung
Das Singlecover ist ein gemaltes Bild. Es zeigt ein weiß-geschminktes Kind, das eine Krone trägt. Im Hintergrund sind am Fenster ein Hase und ein Pferd als personifizierte Figuren zu sehen. Im unteren Teil des Bildes befinden sich der typische Korn-Schriftzug und der Titel twisted transistor in Weiß.

### Titelliste
1. Twisted Transistor (Radio Version) – 3:00
2. Appears – 2:58
3. Twisted Transistor (Josh Harris Radio Edit) – 4:02

### Chartplatzierungen
Twisted Transistor stieg am 2. Dezember 2005 auf Platz 63 in die deutschen Charts ein und konnte sich insgesamt neun Wochen in den Top 100 halten. Die beste Platzierung erreichte der Song mit Rang sechs in Finnland.
| ChartsChartplatzierungen       | Höchstplatzierung | Wochen |
| ------------------------------ | ----------------- | ------ |
| Deutschland (GfK)              | 63 (9 Wo.)        | 9      |
| Österreich (Ö3)                | 37 (12 Wo.)       | 12     |
| Schweiz (IFPI)                 | 60 (4 Wo.)        | 4      |
| Vereinigtes Königreich (OCC)   | 27 (4 Wo.)        | 4      |
| Vereinigte Staaten (Billboard) | 64 (11 Wo.)       | 11     |